# Annette Schavan
Annette Schavan (n. 10 iunie 1955 în Jüchen) este o politiciană (CDU) germană, care a fost din 2005 până în 2013 ministru al învățământului și cercetării în guvernele federale conduse de Angela Merkel. Între anii 1995 și 2005 a deținut în landul Baden-Würtemberg funcția de ministru al culturii. Și-a luat doctoratul cu lucrarea „Persoană și conștiință”, susținută în anul 1980 la Universitatea Düsseldorf. Este catolică și necăsătorită.

## Acuzația de plagiat
În mai 2012 au apărut în mass-media informații care suspectau de plagiere lucrarea sa de doctorat din 1980. Apoi în urma unei cercetări făcută de un profesor (Rohrbacher) din Düsseldorf, ar rezulta că aproximativ 80 de pagini din disertație ar fi plagiate, fără a fi indicată vreo sursă bibliografică. Cazul a fost apoi cercetat de o comisie din Düsseldorf. Schavan neagă că ar fi plagiat, unii critici politici cer totuși ca ea să demisioneze din postul de ministru federal. În decembrie 2012 comisia Universității din Düsseldorf care a anchetat cazul, a recomandat inițierea procedurii de retragere a titlului de doctor. Pe 22 ianuarie 2013, Consiliul Facultății de Filozofie a Universității din Düsseldorf a dezbătut cazul și a confirmat continuarea procedurii inițiate în 2012.

## Activitate
- Centrul German de Cercetare a Cancerului DKFZ, Membru al Consiliului consultativ[8]
- Academia eparhiei romano-catolice din Rottenburg-Stuttgart, Membru al Consiliului de Administrație
- Consiliul coordonator german pentru organizațiile de cooperare creștino-evreiască, Membru al Consiliului de Administrație
- Fundația Hermann Kunst pentru promovarea cercetării textuale din Noul Testament, Membru al Consiliului de Administrație[9]
- Televiziunea a doua germană (ZDF), Membru al Consiliului de Administrație
- Max-Planck-Gesellschaft (Societatea Max Planck pentru promovarea științelor), Membru al Senatului (2005-2013)
- Fundația Volkswagen, Membru al Consiliului de Administrație
- Comitetul Central al catolicilor germani, Membru (1991-2005)

## Anularea doctoratului și demisia
La data de 5 februarie 2013, Consiliul respectiv a dezbătut final "cazul Schavan" și a decis retragerea titlului de doctor Annettei Schavan, din motive de "plagiere sistematică" în mai multe locuri din lucrarea sa de doctorat. Pe 9 februarie, cancelarul german Angela Merkel a făcut cunoscut că acceptă demisia ministrei cercetării și educației, Annette Schavan.